# Carton vert

Carton vert utilisé en hockey pour signifier une pénalité de deux minutes contre un joueur ou un avertissement à l'entraîneur.

Un carton vert est utilisé dans certains sports pour signifier une action.

## Athlétisme
Lors de toutes les épreuves de courses, un carton vert peut être utilisé si le Starter, c'est-à-dire la personne chargée du départ de la course, a interrompu le départ pour une quelconque raison telle qu'un faux départ ou autre. Un carton vert est alors montré par un aide-starter à tous les coureurs qui n'ont commis aucune faute.

## Football
En football, jusqu'en 2003[réf. souhaitée], le carton vert donnait l'autorisation aux soigneurs de pénétrer sur le terrain pour s'occuper d'un joueur blessé. Son utilisation est abolie, l'arbitre donnant désormais cette autorisation par un simple signe de la main.
Il est maintenant utilisé de façon officieuse pour récompenser dans les compétitions pour jeunes les actes de fair-play. Il est également disponible depuis janvier 2016 en Serie B italienne, bien qu'aucun n'ait été attribué avant octobre 2016.

## Hockey
Un carton de pénalité vert est utilisé en hockey sur gazon pour signifier une pénalité de deux minutes contre un joueur ou un avertissement à l'entraîneur.

## Kayak-polo
En kayak-polo, le carton vert signifie qu'un joueur est sous le coup d’un avertissement pour une faute jugée moins grave qu'un carton jaune. Si un joueur fait l’objet d’un 2ème carton alors qu’il s’est déjà vu attribuer un carton vert, il est sanctionné d'un carton jaune.
Depuis 2019, le carton vert d'équipe est supprimé.